# 赤松月船

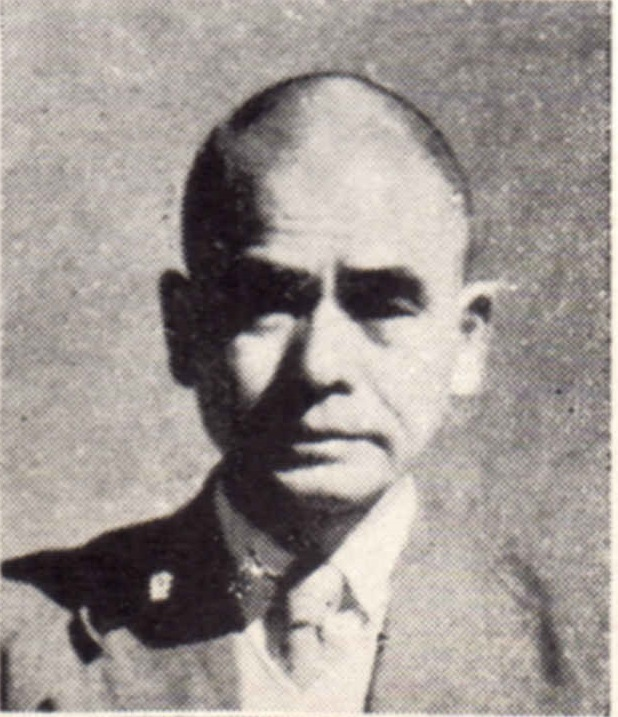
赤松月船

赤松 月船（あかまつ げっせん、1897年3月22日 - 1997年8月5日）は、日本の詩人、曹洞宗僧侶。梅花流詠讃歌で知られる。岡山県浅口郡鴨方村（現・浅口市）出身。旧名は藤井卯七郎。

## 略歴
小学校卒業と同時に井原の善福寺の住職赤松仏海の養子となり、13歳で得度、1914年（大正3年）から新居浜の瑞応寺で修行、1916年から大本山永平寺で修行。1918年（大正7年）、僧籍を離れ上京して生田長江に師事。文学上の友人としては村井武生がいる。佐藤春夫、室生犀星らと知り文学活動を始め、『紀元』『文藝時代』などに参加。
1936年、岡山県に帰り、洞松寺（矢掛町）、善福寺の住職。1950年、曹洞宗特派布教師。1951年、正教師。1985年、曹洞宗権大教正。

## 著書
- 『詩集 秋冷』抒情詩社 1925年 著作者 赤松月船
- 『芸術家の社会運動』近代名著文庫刊行会 1923年 (近代名著文庫)
- 『禅十二講』来馬琢道共著 資文堂書店 1930年
- 『花粉の日 詩集』交蘭社 1930年 (新鋭詩人叢書)
- 『禅の四十二話』教育新潮社 1967年 (昭和仏教全集)
- 『赤松月船全詩集』永田書房 1983年

## 参考
- 『日本人名大辞典』
- 『知の巨人 評伝生田長江』（荒波力、白水社、2013年）
- 『赤松月船師と梅花流詠讃歌』（曹洞宗総合研究センター、）